# Michał Goliński
Michał Goliński (* 17. März 1981 in Posen, Polen) ist ein polnischer Fußballspieler.

## Vereinskarriere
Goliński erlernte das Fußballspielen bei Lech Posen. 1999 debütierte er für die Profimannschaft von Lech Posen in der polnischen Ekstraklasa. Mit kurzen Unterbrechungen (2003 Widzew Łódź und 2005–2006 Groclin Grodzisk) spielte er von 1998 bis 2006 für Lech. 2006 wechselte er dann zu Groclin Grodzisk und 2007 dann zu Zagłębie Lubin, wo er die beste Zeit in seiner Karriere hatte. Von 2009 bis 2011 spielt er für Cracovia. Jedoch kam er nur auf 16 Einsätze in der Ekstraklasa und erzielte drei Tore, weshalb sein Vertrag im März 2011 aufgelöst wurde. In der Saison 2011/2012 stand er beim Zweitligisten Warta Posen unter Vertrag. Seitdem spielte er für verschiedene unterklassige Vereine, aktuell für Siebtligist LZS Wronczyn.

## Nationalmannschaft
Er spielte von 2004 bis 2008 insgesamt fünfmal in der polnischen Fußballnationalmannschaft und erzielte ein Tor.

## Erfolge
- Polnischer Pokalsieger: 2004, 2005, 2007
- Polnischer Superpokalsieger: 2004, 2008
- Polnischer Ligapokal: 2007